# Старе єврейське кладовище (Маріуполь)

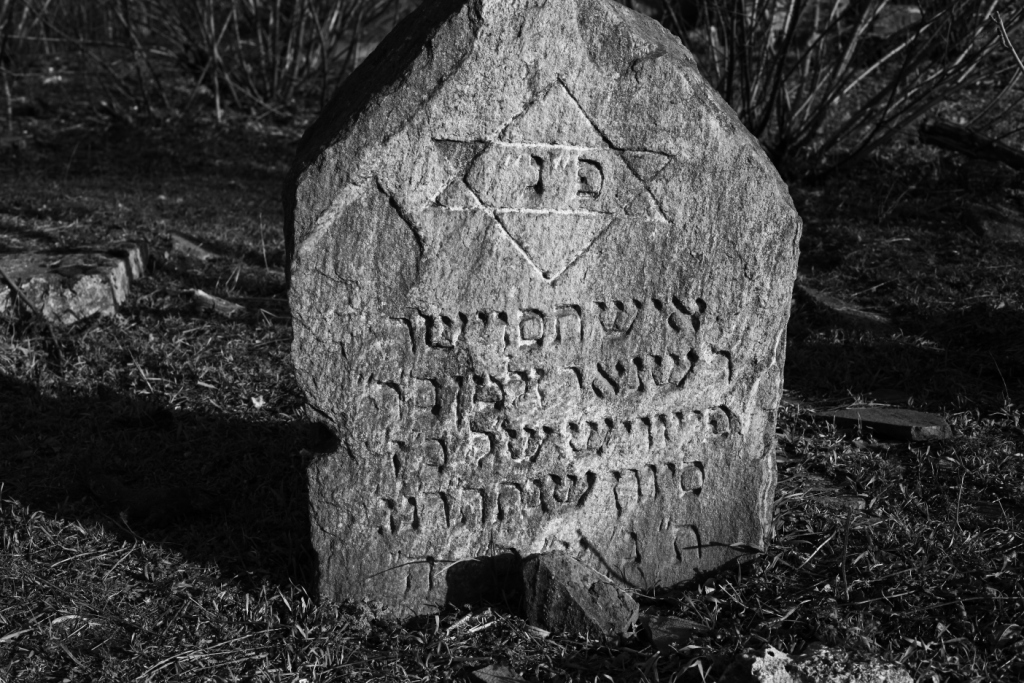
Єврейський надгробок в Маріуполі

Старий цвинтар у Маріуполі — одне з найстаріших і найважливіших історичних місць поховань у місті, засноване у 1832 році. З часом воно набуло статусу своєрідного «Приморського Личаківського», уособлюючи багату історію та різноманітність культур Маріуполя.

## Історія та особливості
До заснування Старого цвинтаря місця поховань у Маріуполі розташовувалися на Грецькій вулиці та на Міській площі (міському сквері).
Спочатку Старий цвинтар був виключно християнським місцем поховання. Однак, пізніше, з розвитком міста, на його території було створено окрему єврейську зону для поховань.

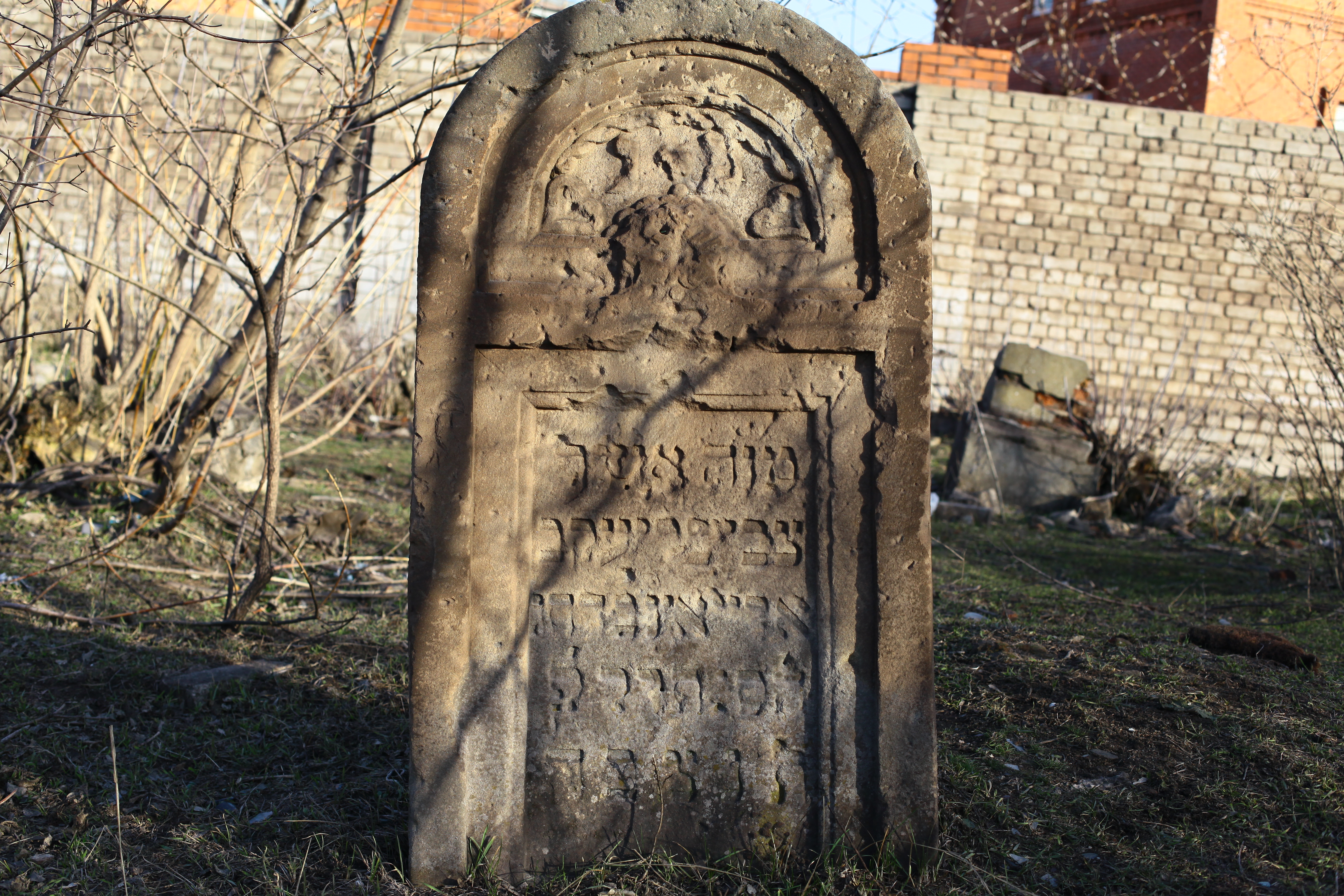
Єврейський надгробок в Маріуполі

Знаковою спорудою на цвинтарі була Церква Всіх Святих, яка стояла тут з 1848 року до 1930-х років. На жаль, як і багато інших релігійних споруд, вона була зруйнована радянською владою.
Останні поховання на цьому цвинтарі відбулися наприкінці 1970-х років.

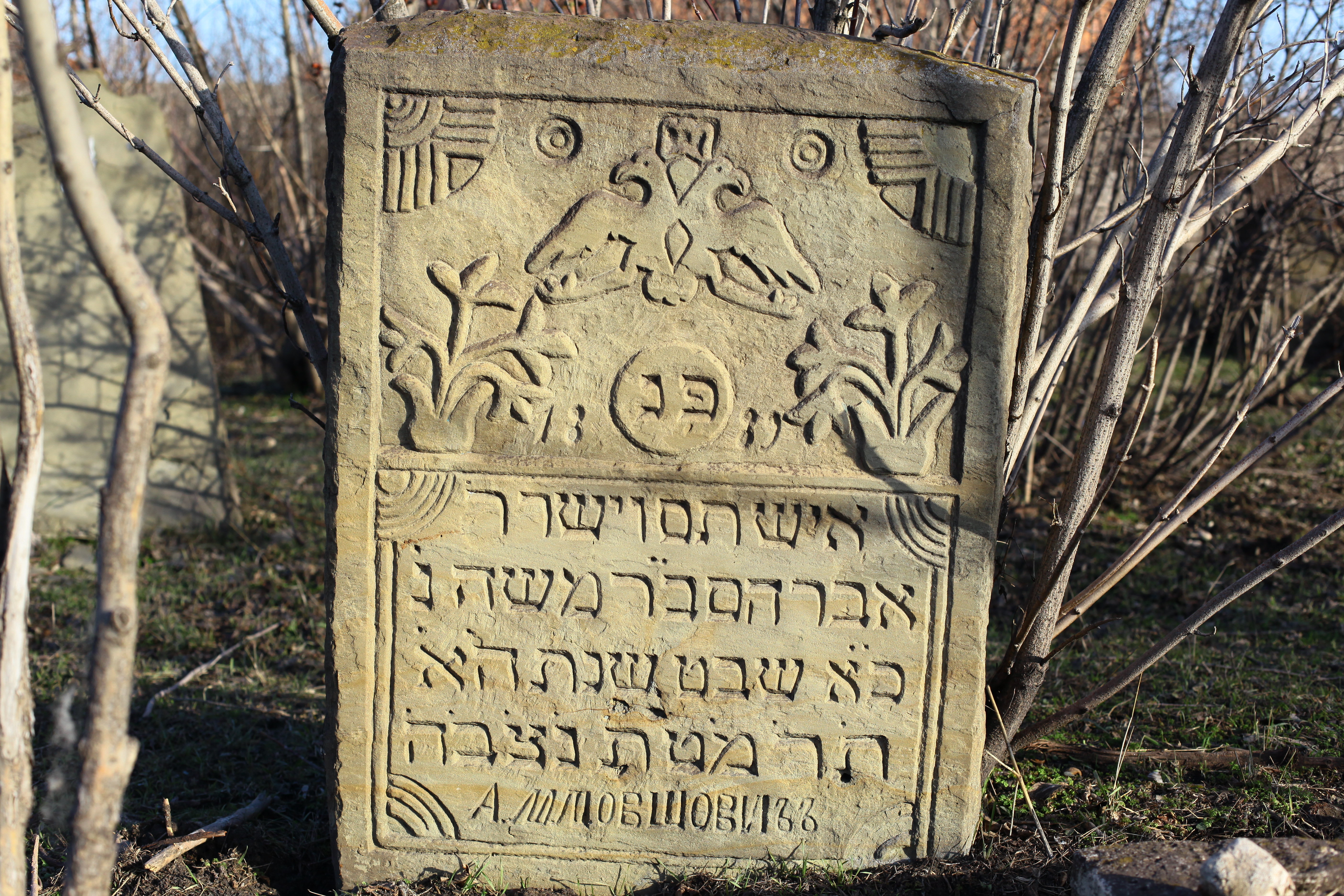
Єврейський надгробок в Маріуполі

## Відомі поховання та архітектурні пам'ятки
Кладовище наповнене пам'ятниками, присвяченими відомим особам, таким як комерціали, економісти та інші. Багато пам'ятників прості, інші мають вишукане різьблення та багато оздоблені. Великі мавзолеї представлені в стилях від єгипетського відродження до ар-деко
На території Старого цвинтаря збереглися або були відомі поховання видатних мешканців Маріуполя, а також цікаві архітектурні форми поховань:
Мавзолей купця Пілічова. Це багатокамерна споруда, що підкреслює статус родини.
Мавзолей купця Івана Найдьонова та його дружини Параски Найдьонової. Приклад купецьких поховань, що відображають архітектурні традиції того часу.
Могила Олександра Хараджаєва. Відомо, що Хараджаєви були впливовою родиною в Маріуполі.
Сімейний склеп купця Гавриїла Ісидоровича Гофа та кількох членів його родини. Цей склеп є особливим, оскільки Гавриїл Гоф мав єврейське походження. Він був відомим власником будинку, в якому нині розташована редакція газети «Приазовский робочий» (раніше «Азов-арбайтер») на проспекті Миру, 19.